# Archipel Furneaux
L'archipel Furneaux (en anglais : The Furneaux Group) est un ensemble de 52 îles tasmaniennes situées à l'extrémité est du détroit de Bass entre la Tasmanie au sud et l'État de Victoria au nord, en Australie.  Ces îles formaient une chaîne de montagnes dans la plaine qui reliait la Tasmanie au continent australien à l'époque glaciaire il y a entre 12 000 et 18 000 ans. Elles  doivent leur nom à l'explorateur anglais Tobias Furneaux qui visita la région en 1773.

## Climat
L'archipel bénéficie d'un climat tempéré doux avec des précipitations de 600 à 800 mm. Les vents peuvent être violents.

## Population
L'archipel compte environ 900 habitants.

## Géographie et histoire
La plus grande des îles est Flinders Island. Dans les années 1830, après la Guerre noire, les Aborigènes de Tasmanie survivants y furent déplacés de force.
Plus au sud, il y a aussi Cape Barren Island et, encore plus au sud, Clarke Island qui sont, avec Flinders Island, les seules îles habitées en permanence de l'archipel. Elles font partie des Flinders Local government Area (voir zone d'administration locale).

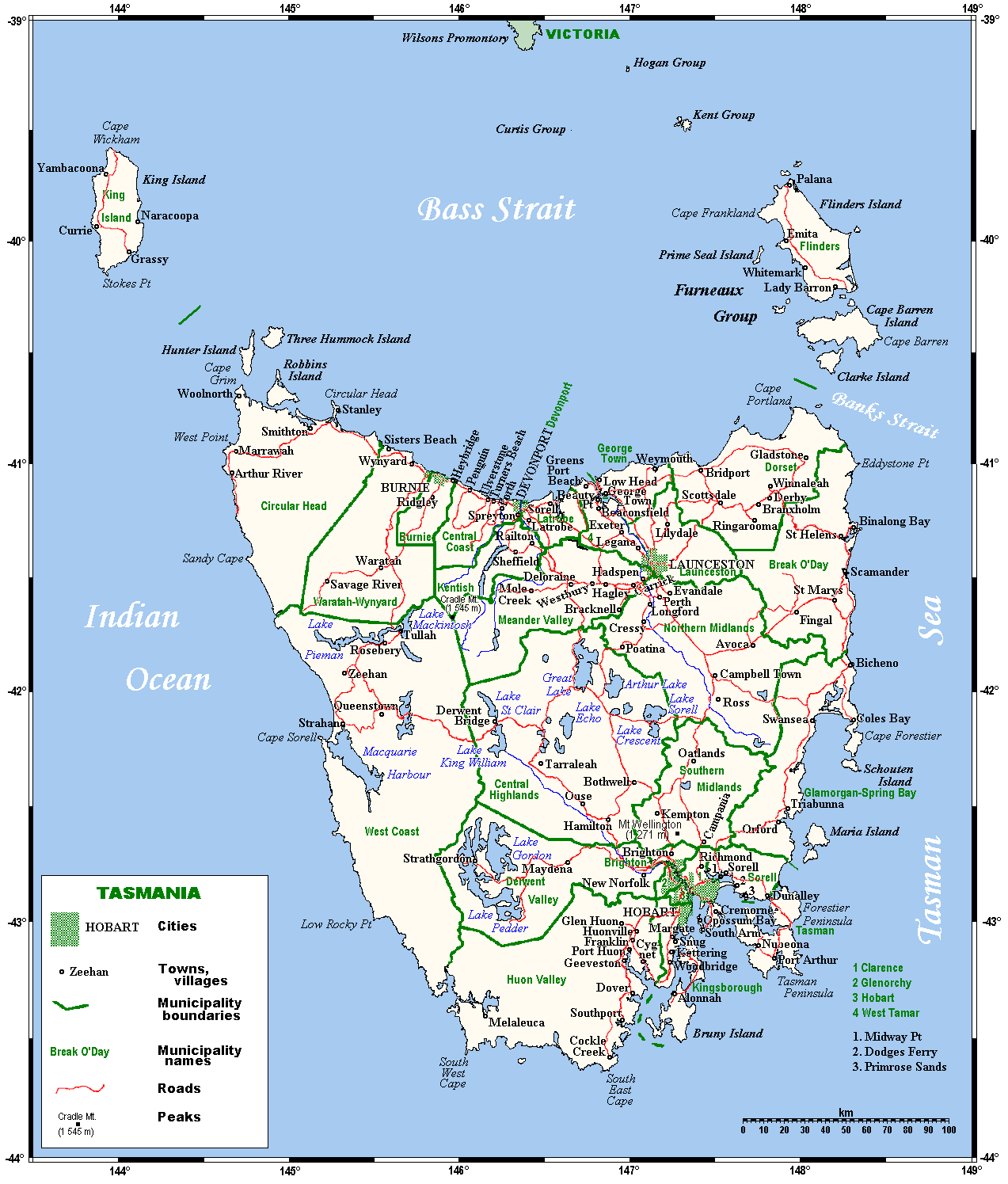
Carte de Tasmanie avec l'archipel Furneaux en haut à droite.
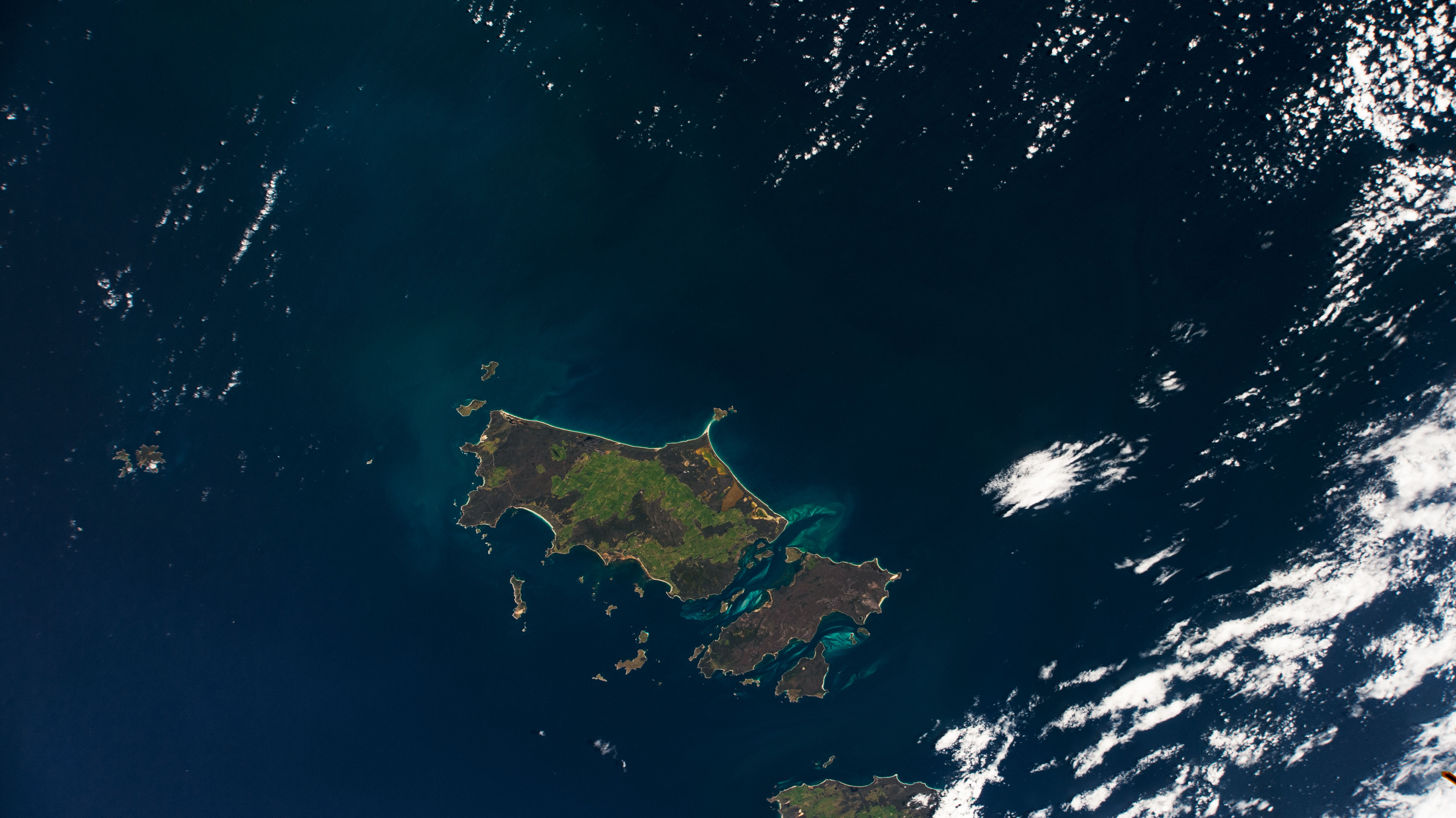
Vue depuis la station spatiale internationale.

## Roman historique
Plusieurs récits du roman historique de Matthew Kneale, Les Passagers anglais ( English Passengers, 2000) , Paris, Belfond, 2002, qui se déroule au milieu du XIXe siècle, se passent sur des îles de cet archipel, comme celle de Flinders Island. L'ouvrage a été couronné du Whitbread Prize du meilleur roman et du meilleur livre de l'année 2000, et du Prix Relay du roman d'évasion 2002.